# Ludvig Schytte
Ludvig Schytte (Aarhus, Jutlàndia, Dinamarca, 28 d'abril de 1848 - Berlín, Alemanya, 10 de novembre de 1908) fou un químic i compositor danès.
Fin els vint-i-dos anys es dedicà a la química i a partir de llavors estudià música amb Niels Gade i d'altres, passant el 1884 a Berlín, on i va romandre un any. D'allà es traslladà a Viena, on fou professor a l'Acadèmia d'Horak, i on tingué per alumna la seva compatriota Margaret Petersen, posteriorment tornà a Berlín, aconseguint una plaça en el Conservatori Stern.
Va escriure diverses obres per a piano:
- Concert en do sostingut menor,
- Nordische Volksssstimmen,
- Naturstimenungen,
- Pantomimen,
- Launen und Phantasien,
- Die Verlassene,
- una col·lecció de lieder,
- Hero, escena dramàtica (1898) i diverses operetes.